# Klina (gmina)
Klina (serb. Клина, alb. Klinës) – gmina w Kosowie, w regionie Peć. Jej siedzibą jest miasto Klina.

## Demografia
W 2011 roku gmina liczyła 38 496 mieszkańców. Większość z nich stanowili etniczni Albańczycy – 96,7%. Wymieniało się następujące grupy narodowościowe i etniczne:
1. Albańczycy (37 216)
2. Egipcjanie Bałkańscy (934)
3. Serbowie (98)
4. Ashkali (85)
5. Romowie (78)
6. Boszniacy (20)
7. Turcy (3)

## Polityka
W wyborach lokalnych przeprowadzonych w 2017 roku kandydaci Demokratycznej Partii Kosowa uzyskali 10 z 27 mandatów w radzie gminy. Frekwencja w I turze wyniosła 39,8%. Burmistrzem został Zenun Elezaj.